# ボエド
ボエド(Boedo)は、アルゼンチンの首都ブエノスアイレス特別区の南東部にある地区（バリオ）である。コムーナ5に属しており、人口は48,231人である。労働者階級が多い地区である。地区名と主要な通り（ボエド通り）の名前は、アルゼンチン独立運動の主導者のひとりであるマリアーノ・ボエドに由来している。

## 文化

### オメーロ・マンシの角

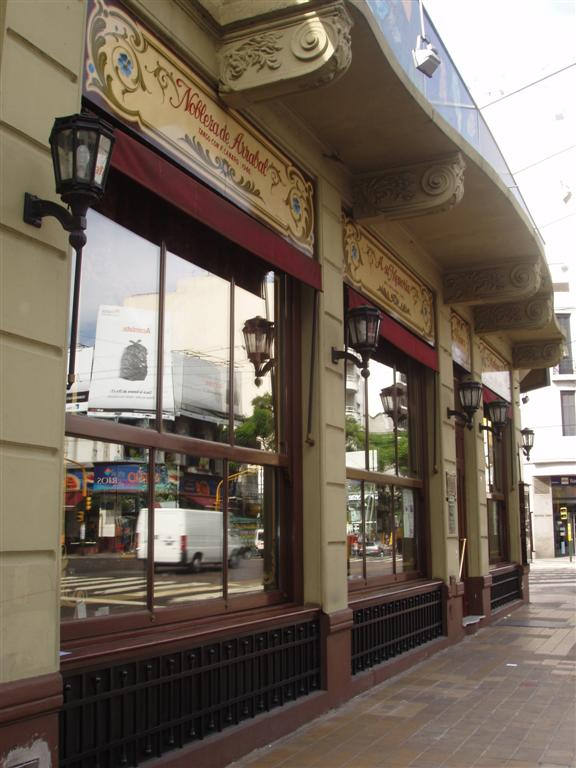
オメーロ・マンシの角

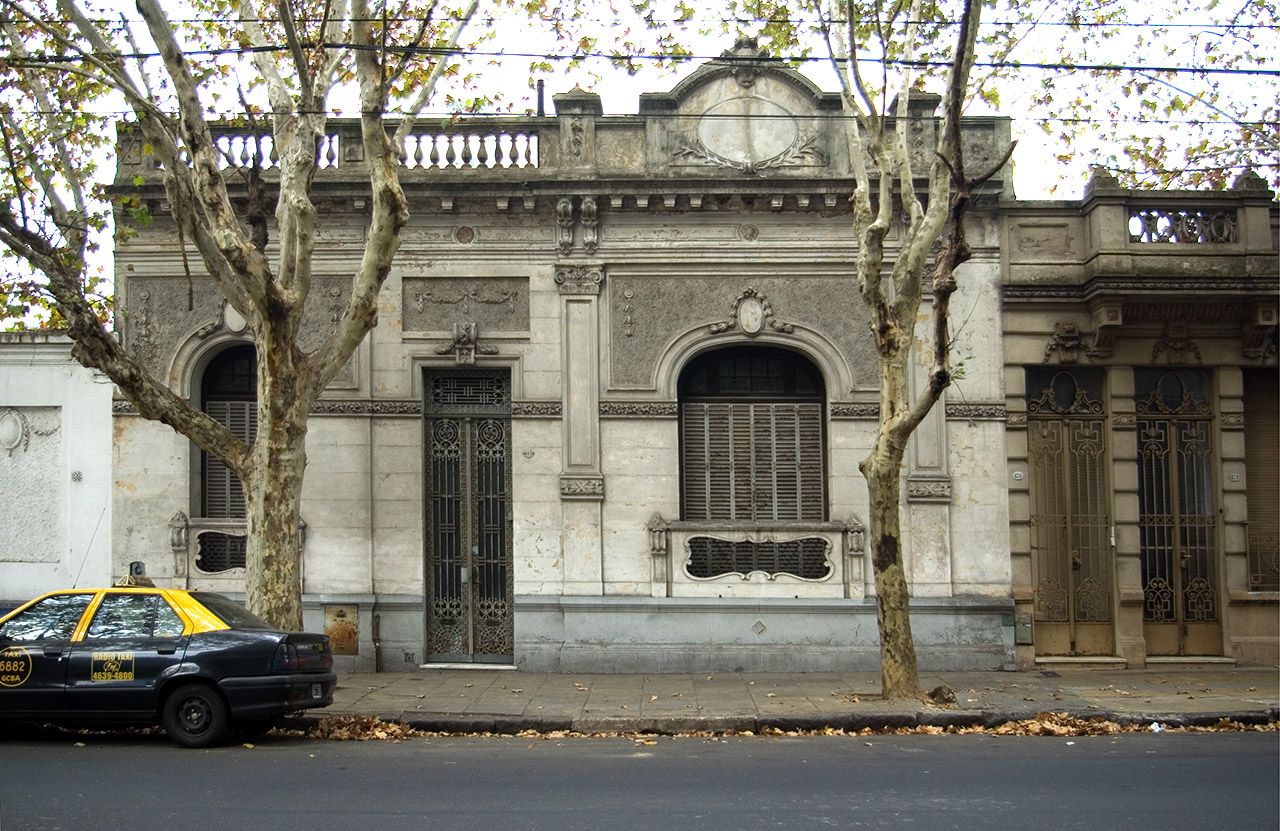
かつてはブエノスアイレスの至る所で見られた、伝統的なボエド地区の連続住宅

サン・フアン通りとボエド通りの角には、ブエノスアイレスへの愛を語ったアルゼンチン・タンゴ曲、「スル」の冒頭の歌詞が刻まれている。この角は「オメーロ・マンシの角」（オメーロ・マンシは「スル」の作詞家）として知られており、タンゴ・フェスティバルの会場になることもある。

### ボエド文学派
1920年代、左翼思想を持ったアルゼンチンとウルグアイの作家がボエドに集まった。ボエド派はエンリケ・アモリム、レオニダス・バルレッタ、エリアス・カステルヌオーボ、ロベルト・マリアーニ、ニコラス・オリバーリ、ロレンソ・スタンチーナ、セサル・ティエンポ、アルバロ・ジュンケなどで構成されていた。ボエド派は「ディナモ」、「エストレーマ・イスキエルダ」、「ロス・ペンサドーレス」、「クラリダ」などの雑誌を発行した。ボエド派の創設者であるオリバーリは後に政治色の少ないフロリダ派の一員となり、小説家のロベルト・アルルトもまた両派の会員だった。

### CAサン・ロレンソ・デ・アルマグロ
アルゼンチンにおけるビッグ5のひとつに数えられるサッカークラブ、CAサン・ロレンソ・デ・アルマグロはボエド地区を本拠地としている。現在のホームスタジアムはエスタディオ・ペドロ・ビデガインであり、ボエド地区の西側にあるフローレス地区に位置している。かつてのホームスタジアムであるエスタディオ・エル・ガソメトロはボエド地区に位置していたが、1979年に軍事政権によって没収された。

## 交通
ブエノスアイレス市内中心部に向かう多くのバス路線にアクセスでき、近隣にはプリメーラ・フンタ複合交通ターミナルがある。ブエノスアイレス地下鉄のE線にもアクセスできる。地区の主要な通りはボエド通り（南向き）、サン・フアン/ディレクトリオ通り（東向き）、インデペンデンシア/アルベルティ通り（西向き）である。